# (463) Lola
(463) Lola ist ein Asteroid des Hauptgürtels, der am 31. Oktober 1900 vom deutschen Astronomen Max Wolf in Heidelberg entdeckt wurde.
Der Name des Asteroiden ist vermutlich von einer Figur aus der Oper Cavalleria rusticana von Pietro Mascagni abgeleitet.